# Selkirk (circonscription électorale provinciale)
Pour les articles homonymes, voir Selkirk.
Circonscription électorale provinciale du Canada
Selkirk est une circonscription électorale provinciale du Manitoba (Canada).
En 2011, la circonscription était bordée à l'est par Rivière-Rouge-Nord, au sud par McPhillips, à l'ouest par Lakeside et au nord par Entre-les-Lacs-Gimli et Keewatinook.

## Liste des députés
| Selkirk | Selkirk                | Selkirk                   | Selkirk        | Selkirk     | Selkirk |
| Nom     | Nom                    | Parti                     | Mandat         | Législature |         |
| ------- | ---------------------- | ------------------------- | -------------- | ----------- | ------- |
|         | Thomas Hillhouse       | Libéral-progressiste      | 1958 - 1959    | 25e         |         |
|         | Thomas Hillhouse       | Libéral-progressiste      | 1959 - 1961    | 26e         |         |
|         | Thomas Hillhouse       | Libéral                   | 1961 - 1962    | 26e         |         |
|         | Thomas Hillhouse       | Libéral                   | 1962 - 1966    | 27e         |         |
|         | Thomas Hillhouse       | Libéral                   | 1966 - 1969    | 28e         |         |
|         | Howard Pawley          | Néo-démocrate             | 1969 - 1973    | 29e         |         |
|         | Howard Pawley          | Néo-démocrate             | 1973 - 1977    | 30e         |         |
|         | Howard Pawley          | Néo-démocrate             | 1977 - 1981    | 31e         |         |
|         | Howard Pawley          | Néo-démocrate             | 1981 - 1986    | 32e         |         |
|         | Howard Pawley          | Néo-démocrate             | 1986 - 1988    | 33e         |         |
|         | Gwen Charles           | Libéral                   | 1988 - 1990    | 34e         |         |
|         | Greg Dewar             | Néo-démocrate             | 1990 - 1995    | 35e         |         |
|         | Greg Dewar             | Néo-démocrate             | 1995 - 1999    | 36e         |         |
|         | Greg Dewar             | Néo-démocrate             | 1999 - 2003    | 37e         |         |
|         | Greg Dewar             | Néo-démocrate             | 2003 - 2007    | 38e         |         |
|         | Greg Dewar             | Néo-démocrate             | 2007 - 2011    | 39e         |         |
|         | Greg Dewar             | Néo-démocrate             | 2011 - 2016    | 40e         |         |
|         | Alan Lagimodiere       | Progressiste-conservateur | 2016 - 2019    | 41e         |         |
|         | Alan Lagimodiere       | Progressiste-conservateur | 2019 - 2023    | 42e         |         |
|         | Richard Perchotte (en) | Progressiste-conservateur | 2023 - présent | 43e         |         |